# حذة (رصد)

تعديل مصدري - تعديل

حذه هي إحدى قرى عزلة القارة بمديرية رصد التابعة لمحافظة أبين، بلغ تعداد سكانها 231 نسمة حسب تعداد اليمن لعام 2004.